# El Massa
El Massa  (Le Soir) (en arabe المساء) est un quotidien généraliste algérien en langue arabe, créé le 1er octobre 1985. Ce quotidien paraît à Alger et est distribué le soir dans les kiosques algériens. Il s'agit d'un des six quotidiens de la presse publique (étatique) en Algérie.